# Köprülü Fazıl Mustafa Pasja
Köprülü Fazıl Mustafa Pasja (1637-1691) was een zoon van Köprülü Mehmet Pasja, stichter van de Köprülü familie. Hij was grootvizier van het Ottomaanse Rijk van 1689 tot 1691.
Samen met zijn schoonbroer Abaza Siyavuş Pasja nam hij deel aan de afzetting van sultan Mehmet IV in 1687 en de aanstelling van Süleyman II. Abaza kon de gemoederen in het Turkse niet bedaren en op 23 februari 1688 werd hij door de janitsaren vermoord. Fazıl Mustafa kon ternauwernood ontsnappen. Na het aanstellen van een janitsaar als grootvizier keerde de rust in het leger terug.
In 1689 was de tijd rijp voor de terugkeer van Fazıl Mustafa en werd hij aangesteld als grootvizier. Fazıl Mustafa was een bekwaam hervormer en een gedegen militair. In de Grote Turkse Oorlog (1683-1699) heroverde hij voor het Ottomaanse Rijk, Niš, Vidin, Smederevo, and Golubac. In 1690 heroverde hij Belgrado, maar tijdens de Slag bij Slankamen op 19 augustus 1691 kreeg hij een kogel in het voorhoofd en sneuvelde ter plaatse.